# Brent (Floride)
Pour les articles homonymes, voir Brent.
Brent est une census-designated place du comté d'Escambia, dans l'État de Floride, aux États-Unis,. En 2020, elle compte une population de 23 447 habitants.